# Brachypogon sitius
Brachypogon sitius är en tvåvingeart som först beskrevs av Meillon 1959.  Brachypogon sitius ingår i släktet Brachypogon och familjen svidknott. Inga underarter finns listade i Catalogue of Life.